# Bemanevika
Bemanevika est une commune rurale malgache, située dans la partie centre-est de la région de Sava.

## Géographie
La commune se situe à l'embouchure du fleuve Bemarivo.